# DN67
DN67 este un drum național din România, care leagă Drobeta-Turnu Severin de Târgu Jiu și, mai departe, de Râmnicu Vâlcea.